# إذخر مميز الحواف
إذخر مميز الحواف (الاسم العلمي:Cymbopogon marginatus) هو نوع من النباتات يتبع جنس الإذخر من الفصيلة النجيلية.